# أبرخش
أبرخش أو هيبارخوس أو هيبارخ (بالإنجليزية: Hipparch)‏ (باليونانية: Ἵππαρχος؛ 190 ق.م - 120 ق.م) فلكي يوناني اشتهر في القرن الثاني قبل الميلاد هو أكبر فلكي في العصور القديمة، وهو اغريقي من آسيا الوسطى (من عام 190 ق.م حتى عام 125 ق.م)، وقد أسس أبرخش الفلك العلمي حيث اعتمد فقط على الأرصاد وليس على التخمينات. ، ساعدت أرصاده بطليموس على وضع نظريته عن الكون المحيط بالأرض (في عام 148م في الإسكندرية) ، واكتشف تقهقر الأعتدالين وخروج الأرض عن مركز مسار الشمس الظاهري وبعض الاختلافات في حركات القمر، وله جدوال بها 850 نجماً. قام بقياس أطوال البلدان برصد الخسوف، كما استعمل حساب المثلثات بطريقة منتظمة وحسب جداول للأوتار (معادلة للجيوب المثلثية).

## روابط خارجية
- أبرخش على موقع الموسوعة البريطانية (الإنجليزية)
- أبرخش على موقع إن إن دي بي (الإنجليزية)